# Liste der Kulturdenkmäler in Kundert
In der Liste der Kulturdenkmäler in Kundert sind alle Kulturdenkmäler der rheinland-pfälzischen Ortsgemeinde Kundert aufgeführt. Grundlage ist die Denkmalliste des Landes Rheinland-Pfalz (Stand: 21. Dezember 2021).

## Einzeldenkmäler
| Bezeichnung | Lage                | Baujahr                           | Beschreibung                                                                                         | Bild            |
| ----------- | ------------------- | --------------------------------- | --- | --------------- |
| Schulhaus   | Auf dem Rain 3 Lage | 1835                              | ehemalige Schule; Putzbau mit Nebengebäude, angeblich von 1835, heutiges Erscheinungsbild um 1920/30 | Fotos hochladen |
| Hofanlage   | Im Kamp 2 Lage      | erste Hälfte des 19. Jahrhunderts | Parallelhof; Fachwerkhaus, teilweise massiv, erste Hälfte des 19. Jahrhunderts, Scheune wohl älter   | Fotos hochladen |